# Frank Leen
Frank Leen, właśc. Tobiasz Fryzowicz (ur. w Kamiennej Górze w 1996) – polski wokalista, gitarzysta i producent muzyczny. Muzyka Fryzowicza nawiązuje do hip-hopu, indie rocka, r&b, oraz klasycznego rocka.

## Życiorys
Fryzowicz wychowywał się w Kamiennej Górze. Początkowo gościnnie grał na gitarze, dogrywając gitarę m.in. Magierze i Arturowi Rojkowi oraz śpiewał w chórkach. Z czasem podjął współpracę z twórcami takimi jak m.in.: Szczyl, Young Igi, Gedz i CatchUp.
W 2022 zadebiutował singlem „Bombonierki”. W 2023 został wybrany przez platformę Spotify do udziału w programie RADAR Polska, mającym na celu wsparcie początkujących artystów w rozwoju ich kariery. W tym samym roku wydał debiutancki album „Miłość w czasach”, nawiązujący tytułem do albumu zespołu Myslovitz – „Miłość w czasach popkultury”. Album ten powstał przy udziale muzyków i producentów takich jak m.in.: Gibbs, BeMy, Szczyl, CatchUp, @atutowy i Blinders. Motywem przewodnim albumu jest miłość.
W 2024 roku uzyskał nominację do nagrody polskiego przemysłu fonograficznego Fryderyka w kategoriach: „fonograficzny debiut roku” i „producent / producentka / team producencki roku”.

## Wyróżnienia
| Rok  | Konkurs         | Kategoria                                       | Tytułem | Wynik     | Źródło |
| ---- | --------------- | ----------------------------------------------- | ------- | --------- | ------ |
| 2022 | Odkrycia Empiku | –                                               | –       | Nominacja | [ 7 ]  |
| 2024 | Fryderyki 2024  | Fonograficzny debiut roku                       | –       | Nominacja | [ 6 ]  |
| 2024 | Fryderyki 2024  | Producent / producentka / team producencki roku | –       | Nominacja | [ 6 ]  |

## Dyskografia

### Albumy studyjne
| Rok  | Dane dot. albumu                                                                                                  | Pozycja na liście |
| Rok  | Dane dot. albumu                                                                                                  | POL               |
| ---- | --- | ----------------- |
| 2023 | Miłość w czasach - Data: 1 grudnia 2023 - Wydawca: Sony Music Entertainment - Format: CD, digital download, winyl | –                 |

### Single
| Rok  | Tytuł                                          | Pozycja | Certyfikat         | Sprzedaż       |
| Rok  | Tytuł                                          | LP3     | Certyfikat         | Sprzedaż       |
| ---- | ---------------------------------------------- | ------- | ------------------ | -------------- |
| 2022 | „Subway Surfer” feat. Mr. Polska, Abel de Jong | –       | - POL: złota płyta | - POL: 25 000+ |